# 2000年夏季奥林匹克运动会游泳比赛—女子200米自由泳
2000年夏季奥林匹克运动会女子200米自由泳比赛的决赛于2000年9月18日在澳大利亚悉尼举行。最终，澳大利亚游泳运动员苏茜·奥尼尔获得了此项比赛的冠军。

## 成绩
| 名次 | 运动员                        | 成绩    |
| ---- | ----------------------------- | ------- |
|      | 苏茜·奥尼尔（）               | 1:58.24 |
|      | 马丁娜·莫拉夫佐娃（斯洛伐克） | 1:58.32 |
|      | 克劳迪娅·波尔（哥斯达黎加）   | 1:58.81 |